# كريسيا تودوروفا
كريسيا تودوروفا (بالبلغارية: Крисия Тодорова)‏ (مواليد 1 يونيو 2004 في فارنا)، هي مغنية وكاتبة أغاني وملحنة بلغارية بدأت مسيرتها الفنية عام 2013، وكانت تبلغ من العمر 9 سنوات. مثلت بلغاريا في مسابقة الأغنية الأوروبية للأطفال سنة 2014 التي أقيمت في مالطا برفقة الأخوين حسانوإبراهيم، واللذين أدوا أغنية «كوكب الأطفال». وحصلوا على المركز الثاني في المسابقة.
في السنة التالية 2015 حيثُ استضافت العاصمة البلغارية صوفيا المسابقة، قامت كريسيا بأداء الأغنية الرسمية للمسابقة على مسرح أرينا أرميك.

## وصلات خارجية
- الموقع الرسمي